# ケルテックP50
ケルテックP50は、2021年にアメリカ合衆国のケルテック社によって開発されたFN5.7x28mm弾を使用する半自動拳銃である。

## デザイン
P50は、FN P90のマガジンから供給されるストレートブローバック半自動拳銃である。
P90と同様に、弾丸はマガジンからチャンバー内に90度の角度で回転する。ピカティニー・レールは上面と下面にあり、トリガープルは5ポンド (22N) である。バレルと可動部品はスチール製で、重量を減らすためにポリマーフレームと下部レシーバーを備えている。P50は拳銃としては異様に長い銃身を持ち、銃口初速の向上に貢献している。9インチで、FN Five-sevenの銃身の長さの2倍以上で、P90の銃身より1インチ短い。